# Eleição parlamentar na Letônia em 2010
A eleição parlamentar letã de 2010 foi realizada em 2 de outubro.

## Resultados eleitorais
| Partido                           | Partido                             | Votos     | %     | Cadeiras | +/– |
| --------------------------------- | ----------------------------------- | --------- | ----- | -------- | --- |
|                                   | Unidade                             | 301 429   | 31.90 | 33       | 15  |
|                                   | Partido Social-Democrata "Harmonia" | 251 400   | 26.61 | 29       | 12  |
|                                   | União de Verdes e Camponeses        | 190 025   | 20.11 | 22       | 4   |
|                                   | Aliança Nacional                    | 74 029    | 7.84  | 8        | 0   |
|                                   | Para uma Boa Letônia                | 73 881    | 7.82  | 8        | 25  |
|                                   | União Russo-Letã                    | 13 847    | 1.47  | 0        | 6   |
| Total de votos válidos            | Total de votos válidos              | 944 841   | 97.86 | –        | –   |
| Votos inválidos (brancos e nulos) | Votos inválidos (brancos e nulos)   | 20 697    | 2.14  | –        | –   |
| Total de votos registrados        | Total de votos registrados          | 965 538   | 100   | –        | –   |
| Eleitorado apto a votar           | Eleitorado apto a votar             | 1 532 319 | 63.01 | –        | –   |